# L'amic retrobat
L'amic retrobat (títol original en anglès: Reunion) és una novel·la de 1971 de l'autor alemany, resident a Anglaterra, Fred Uhlman. En català va aparèixer per primer cop el 1987 a Columna Edicions, traduïda per Dolors Udina i des de llavors ha gaudit d'un èxit notable i s'ha reeditat en diverses col·leccions.

## Argument
De caràcter autobiogràfic, L'amic retrobat ens explica la relació de dos nois en l'Alemanya que veu l'arribada al poder d'Adolf Hitler. Ells es coneixen a l'escola, ara bé, mentre un, Konradin von Hohenfels, és d'una família aristocràtica de Suàbia, l'altre, Hans Schwarz, és fill d'una família jueva. Els dos nois viuran al marge de l'enfrontament polític del país, però no així les famílies, sobretot la del primer, molt identificada amb el nazisme i l'antisemitisme. La situació esdevé cada cop més tensa fins que la família jueva decideix enviar el seu fill a estudiar als Estats Units i protegir-lo de la demencial escalada de tensió que es va viure a Alemanya a partir de 1933. La novel·la és un flash-back que explica Hans 30 anys després quan se'l retroba.